# Eugen Herbst

Eugen Herbst (um 1932)

Eugen Herbst (* 4. Juli 1903 in Ludwigshafen am Rhein; † wohl vor 1940) war ein kaufmännischer Angestellter und Reichstagsabgeordneter für die KPD.

## Leben
Herbst, Sohn des Fabrikarbeiters Karl Herbst, besuchte nach der Volksschule zwei Jahre lang eine kaufmännische Fortbildungsschule in Ludwigshafen. Er war ab 1918 gewerkschaftlich organisiert. 1919 wurde Herbst Mitglied der Freien Sozialistischen Jugend (FSJ) und der KPD. Er war Jugendleiter im Bezirk Pfalz. Im Jahr 1922 wurde Herbst kurzfristig aus der Partei wegen Disziplinbruches ausgeschlossen. Er wurde 1923 hauptamtlicher Jugendleiter im Bezirk Rhein-Saar. Von Dezember 1923 bis April 1924 war Herbst wegen der Verteilung von Flugblättern, die französische Soldaten während der Rheinlandbesetzung zum Ungehorsam aufforderten, inhaftiert. Ab 1925 war Herbst Mitglied des ZK des KJVD sowie Mitglied der Bezirksleitung Pfalz der KPD. Von Dezember 1929 bis Dezember 1930 war er Politischer Leiter des KPD-Bezirkes Pfalz, dann bis Dezember 1932 Sekretär für Agitprop der Bezirksleitung Baden-Pfalz der KPD. Zwischen April und Dezember 1931 war Herbst wegen Verdachtes der Beihilfe zur Werkspionage inhaftiert; er hatte deutsche Chemiearbeiter für die Sowjetunion geworben. Die Untersuchungshaft wurde bei der abschließenden Verurteilung zu vier Monaten Gefängnis angerechnet. Im Juli 1932 wurde er für den Wahlkreis 27 (Pfalz) in den Reichstag gewählt.
Nach der Machtübertragung an die Nationalsozialisten befand sich Herbst vom 30. Juli bis 19. Dezember 1933 im KZ Kislau in „Schutzhaft“. Der Gestapo galt Herbst ab dem 20. Juni 1934 als „flüchtig“; man vermutete ihn in der Schweiz. Eine Darmstädter Gestapo-Dienststelle schrieb Herbst am 1. August 1934 zur Fahndung aus. Im Mai 1939 wurde Herbst ausgebürgert. Nach vermutlich irrigen Angaben in älterer Literatur soll Herbst im Juli 1934 verhaftet, in das KZ Dachau gebracht worden und dort im Dezember 1934 gestorben sein. In der unvollständig erhalten gebliebenen Dachauer Häftlingskartei ist zu Herbst kein Eintrag vorhanden. Am 9. November 1951 wurde Herbst vom Mannheimer Amtsgericht für tot erklärt; dabei wurde das Sterbedatum auf den 31. Dezember 1939 festgesetzt.

## Ehrungen

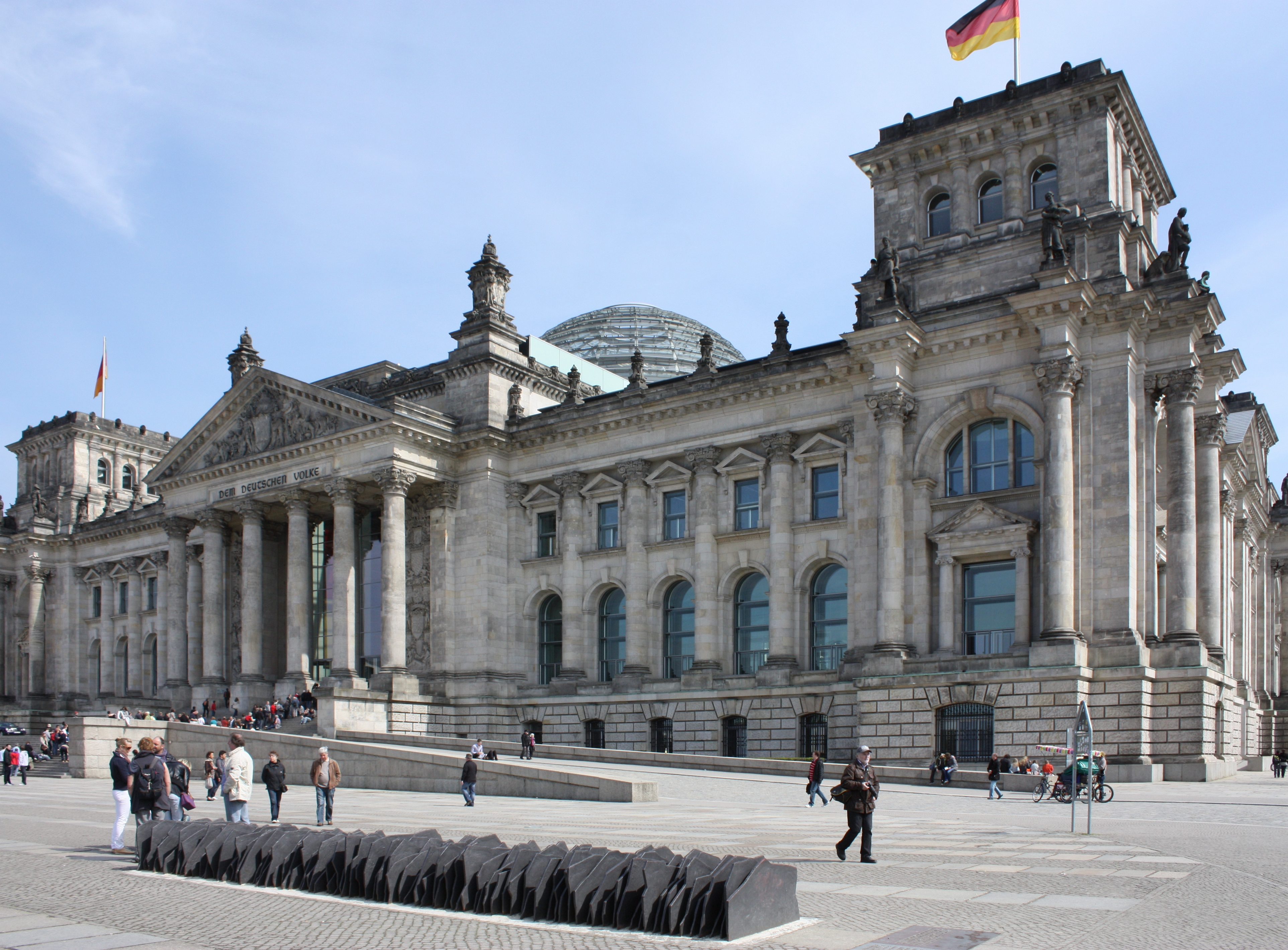
Gedenktafeln am Reichstag

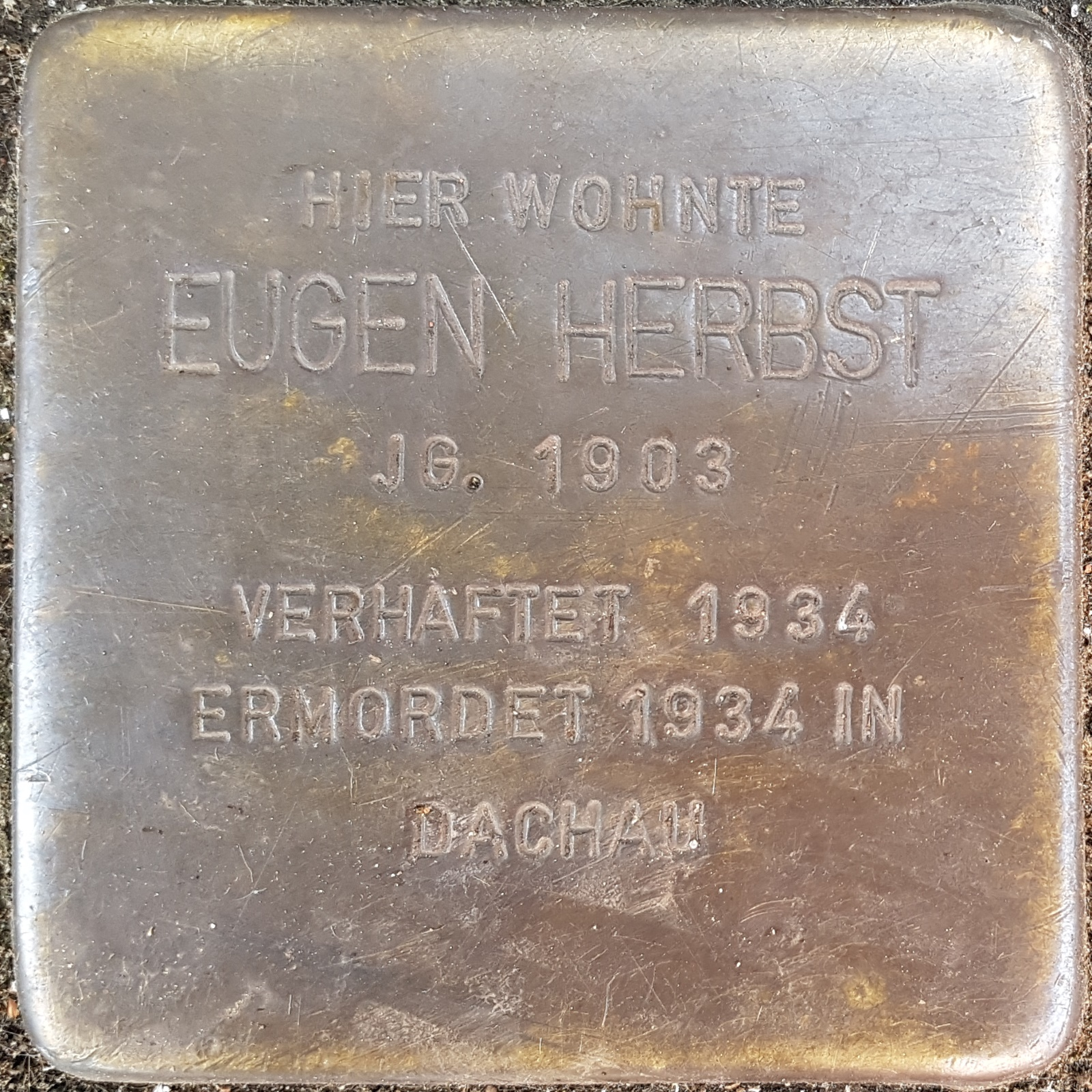
Stolperstein in Ludwigshafen

Seit 1992 erinnert in Berlin in der Nähe des Reichstags eine der 96 Gedenktafeln für von den Nationalsozialisten ermordete Reichstagsabgeordnete an Herbst. Seit März 2008 erinnert ein Stolperstein in der Maxstraße in Ludwigshafen an Herbst.